# Saison 2007-2008 du Standard de Liège
Maillots
Chronologie
Saison suivante

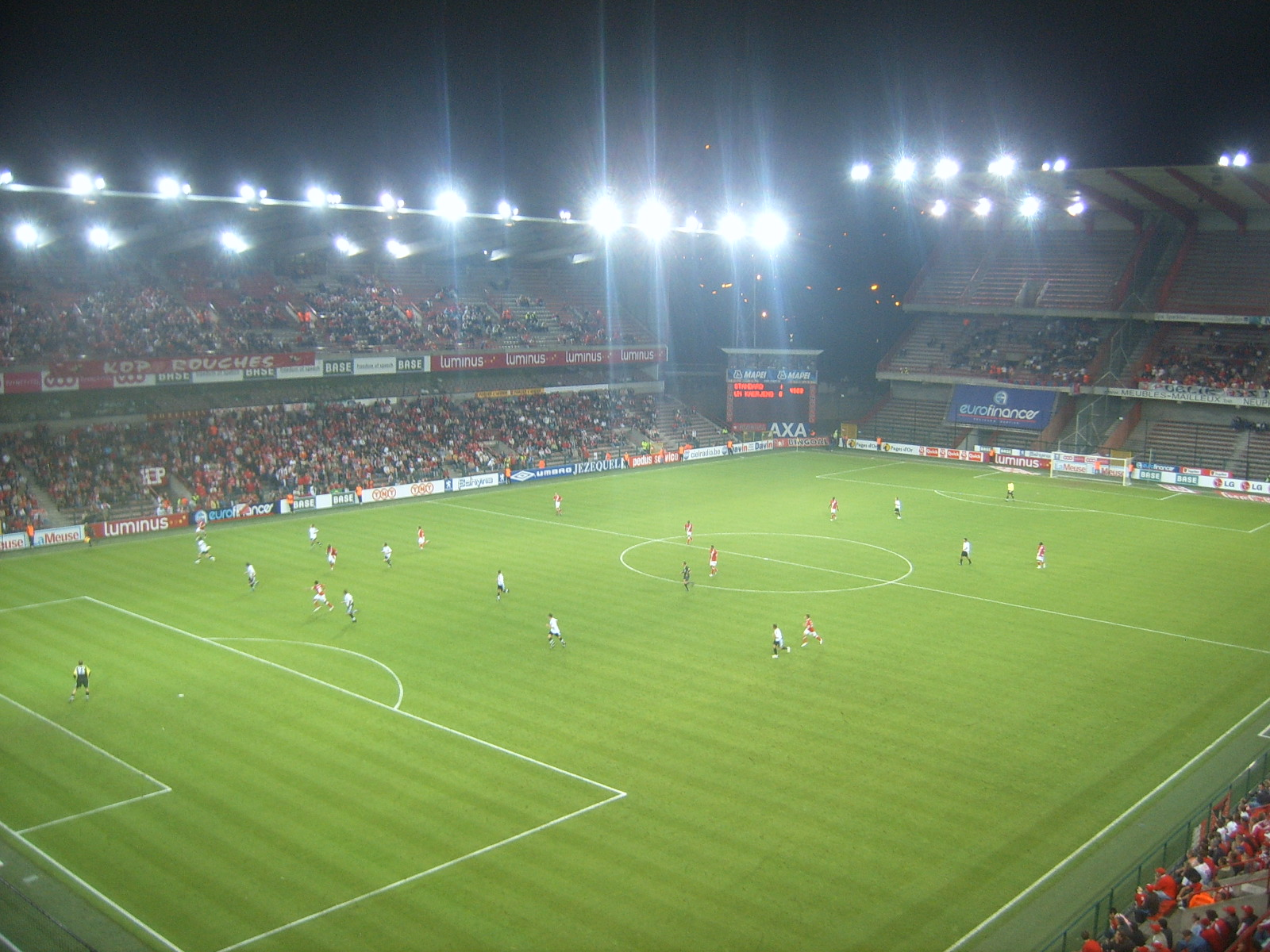
Coupe UEFA : Standard de Liège contre UN Käerjeng au Stade de Sclessin le 30/08/2007

Lors de la saison 2007-2008, le Standard de Liège évolue en Jupiler League et participe à la Coupe de l'UEFA et à la Coupe Cofidis, entraîné par Michel Preud'homme. Au terme de la saison, le Standard a remporté le championnat, qu'il n'avait plus remporté depuis 25 ans.

## Déroulement de la saison
Le Standard commence la saison sur les chapeaux de roue réalisant d'emblée un 12/12 et inscrivant 12 buts lors des quatre premières journées de championnat. Le premier choc de la saison se déroule lors de la 5e journée et la venue à Sclessin du FC Bruges. Dans une rencontre très disputée, les hommes de Michel Preud'homme l'emportent sur le score de 2-1 et s'imposent comme un candidat sérieux pour le titre.
Après cinq journées de championnat, le Standard compte le maximum de points et possède une avance de deux points sur Anderlecht et cinq points sur La Gantoise. Le club principautaire perdra ses premières unités lors de la sixième journées en partageant l'enjeu à Gentbrugge face aux Buffalos. Les Liégeois retrouvent cependant rapidement le chemin de la victoire et comptent, au soir de la neuvième journée, cinq points d'avance sur leur plus proche poursuivant alors que le grand rival anderlechtois ne pointe qu'à la sixième place avec sept unités de retard.
Les Rouches connaissent ensuite un petit passage à vide en ne peuvent faire mieux que trois partages d'affilée face à des adversaires pourtant largement à leur portée. À la veille de la 14e journée, qui voit les Standardmen se déplacer au Parc Astrid (0-0), ceux-ci ont perdu la tête du championnat au profit du FC Bruges.
Les dernières semaines de 2007 verront encore le Standard remporter de belles victoires contre Charleroi (5-1) et Genk (3-1). À la mi-championnat, les Liégeois partagent la tête du classement avec le FC Bruges qui compte cependant un match de moins (joué le 22 janvier 2008 à Westerlo : 0-0). Ce sont donc les Blauw en Zwart qui remportent le titre de champion d'automne.
L'année 2008 débute comme s'est terminé 2007. Le Standard prend six points sur six en championnat avant de connaître le premier revers de la saison face à une équipe belge. En effet, le 30 janvier 2008, les Liégeois sont sèchement battus 4-1 au Cercle Bruges lors des quarts de finale aller de la Coupe de Belgique. Lors du match retour à Sclessin, fin février, le Standard réussira une belle performance en s'imposant 4-0, se qualifiant ainsi pour les demi-finales. La même semaine, les protégés de Michel Preud'homme s'imposent 1-3 à Westerlo et retrouvent la tête du championnat à la faveur d'une défaite du FC Bruges à domicile contre Charleroi.
La 27e journée de championnat marque ensuite un tournant important dans le championnat. En effet, pendant que les Blauw en Zwart s'inclinent 1-0 sur le terrain de FCV Dender EH les Rouches remportent les trois points, à Sclessin, face à Mons (2-0), ce qui leur permet de s'installer confortablement en tête de la Jupiler League, avec neuf points d'avance sur Anderlecht et dix sur les Brugeois. 
À la veille de la 31e journée, le Standard peut mathématiquement être champion en battant Anderlecht à condition que Bruges ne s'impose pas à La Gantoise. Les Brugeois, qui jouent à 18h, ne peuvent faire mieux qu'un match nul, ce qui offre au Standard la possibilité de remporter le titre à trois journées de la fin s'il s'impose plus tard dans la soirée.
Ce dimanche 20 avril 2008 à 20h30, Sclessin est chauffé à blanc pour accueillir les Anderlechtois. Lors de ce match, qui restera graver dans la mémoire de tous les supporters rouches, les Liégeois viennent à bout de leur rival historique grâce à deux buts de Dieumerci Mbokani. Le Standard peut alors fêter dignement son 9e titre de champion de Belgique. Plus de 30 000 personnes se rassemblent dans les rues de Liège et célèbrent ce titre jusqu'aux petites heures.
La semaine suivante, les joueurs liégeois, visiblement pas tout à fait remis des festivités, connaissent leur première défaite de la saison en championnat (2-1 à Charleroi) et perdent ainsi leur brevet d'invincibilité qu'ils détenaient depuis mai 2007 (défaite 2-0 à Mouscron lors de la 34e journée du championnat 2006-2007).
Lors des deux dernières journées de championnat, le Standard s'appliquera à faire plaisir à ses supporters en s'imposant d'abord 3-0 contre le FCV Dender EH à domicile et en allant finalement s'imposer 0-2 sur la pelouse du RC Genk pour terminer le championnat de la plus belle des manières.
Le Standard termine 1er avec 7 points d'avance sur Anderlecht et 10 sur le FC Bruges.

## Équipements
| Marque          | Umbro     |           |
| Sponsor maillot | Base      |           |
| domicile        | extérieur | troisième |

## Départ de Michel Preud'homme
Le 26 mai 2008, Michel Preud'homme annonce qu'il quitte le Standard de Liège, en précisant qu'il devrait signer dans le club de La Gantoise. Il quitte le Standard, club auquel il a apporté son premier titre national depuis 25 ans, considérant que son travail est accompli et n'étant pas intéressé par le contrat d'une seule année que lui proposait le club liégeois (comme de coutume au Standard). Lors d'une conférence de presse à son domicile le 26 mai 2008, il déclare: "Lorsque je suis arrivé au Standard en 2001 à la demande de Luciano d'Onofrio, l'idée était de ramener le club à la place qu'il mérite. Je me suis investi énormément durant ces 7 années et demie (...). Tout le travail du club a enfin porté ses fruits cette saison. Lorsque j'ai constaté lors des négociations que le Standard proposait une année de contrat, je ne voyais aucun projet pour moi avec ce club. C'est pourquoi je pars, mais avec le sentiment que mon travail au Standard est terminé. Le club est sur les rails et peut continuer sur son élan ces prochaines années. (...) Ces dernières semaines n'ont certainement pas été les plus faciles, même si je suis soulagé d'avoir pris ma décision. Le Standard a un noyau de jeunes joueurs qui possèdent une mentalité et un talent exceptionnels. J'espère qu'ils pourront continuer à progresser et évoluer en Ligue des Champions la saison prochaine. Je veux aussi remercier l'exceptionnel public liégeois qui a toujours été derrière le club. J'espère que chacun pourra comprendre que comme entraîneur, vous êtes parfois amené à prendre des décisions pour évoluer.""
D'après Michel Preud'homme lui-même, sa décision n'est pas due à un aspect financier: "Les deux clubs m'ont proposé à peu près la même chose." Il a également évoqué son projet avec le club de La Gantoise: "Je veux apporter quelque chose à Gand, comme je l'ai fait au Standard, au niveau des joueurs et au niveau du collectif. La Gantoise est une équipe avec beaucoup de qualité qui est tout le temps en course pour les places européennes. Il y aura un nouveau stade dans quelques années et il y a une grande envie de rester au top."

## Été 2007

### Arrivées
- Jonathan Walasiak (retour de prêt du FC Metz).
- Oguchi Onyewu (retour de prêt de Newcastle United)
- Landry Mulemo (retour de prêt de Saint-Trond VV).
- Dieumerci Mbokani du TP Mazembe.
- Salim Toama du Hapoël Tel-Aviv.
- Grégory Dufer du FC Bruges.
- Marco Ingrao de Lierse SK

### Départs
- Éric Deflandre 02-08-1973 (Fin de contrat / ensuite au FCM Brussels)
- Karel Geraerts 05-01-1982 (Fin de contrat / ensuite au FC Bruges)
- Mustapha Oussalah 19-02-1982 (Fin de contrat / ensuite au Royal Excelsior Mouscron)
- Milan Rapaic 16-08-1973 (Fin de contrat / ensuite au HNK Trogir)
- Ricardo Sá Pinto 10-10-1972 (Fin de contrat / Arrêt)
- Nuno Coelho 07-01-1986 (Option non levée / retour au FC Porto)
- Sergio Conceiçao 15-11-1974 (vers Al Qadisiya Koweït)
- Felipe Soares 22-07-1985 (vers KSV Roulers)

## Hiver 2008

### Départs
- Olivier Renard 24-05-1979 (vers FC Malines)
- Frédéric Dupré 12-05-1979 (vers KSC Lokeren)
- Jonathan Walasiak 23-10-1982 (vers Excelsior Mouscron)
- Ali Lukunku 14-04-1976 (vers RAEC Mons)

## Staff Technique
| Fonction                | Nom                   | Date de Naissance | Nationalité | Fin du Contrat               | Dernier Club |
| ----------------------- | --------------------- | ----------------- | ----------- | ---------------------------- | ------------ |
| Entraineur principal    | Michel Preud'homme    | 24-01-1959        | Belgique    | Juin 2008                    | Benfica      |
| Entraineur adjoint      | Manu Ferrera          | 21-10-1958        | Belgique    | Juin 2008                    | KV Courtrai  |
| Entraineur des gardiens | Jorge Veloso          | 12-04-1964        | Belgique    | Juin 2008                    | Foot 2000    |
| Scouting                | Constant Van Den Buys | 08-06-1957        | Belgique    | Juin 2008                    |              |
| Préparateur physique    | Guy Namurois          | 05-02-1961        | Belgique    | contrat à durée indéterminée |              |

## Effectif
| Numéro             | Joueur                    | Date de naissance | Lieu de naissance | Nationalité                      | Fin du contrat | Dernier club           |
| ------------------ | ------------------------- | ----------------- | ----------------- | -------------------------------- | -------------- | ---------------------- |
| Gardiens           |                           |                   |                   |                                  |                |                        |
| 1                  | Aragon Espinoza Rorys     | 28-06-1982        | Guayaquil         | Équateur                         | Juin 2009      | El Nacional            |
| 16                 | Jesse Soubry              | 14-03-1990        | Bruxelles         | Belgique                         | Juin 2008      | Formé au club          |
| 18                 | Jérémy De Vriendt         | 22-03-1986        | Sambreville       | Belgique                         | Juin 2009      | Sporting de Charleroi  |
| Défenseurs         |                           |                   |                   |                                  |                |                        |
| 2                  | Réginal Goreux            | 31-12-1987        | Saint-Michel      | Belgique                         | Juin 2010      | Formé au club          |
| 4                  | Dante Bonfim Santos Costa | 18-10-1983        | Salvador          | Brésil                           | Juin 2009      | Sporting de Charleroi  |
| 5                  | Oguchi Onyewu             | 13-05-1982        | Washington D.C.   | États-Unis                       | Juin 2009      | RAA Louviéroise        |
| 14                 | Landry Mulemo             | 17-09-1986        | Liège             | Belgique                         | Juin 2010      | Saint-Trond VV         |
| 17                 | Marcos Camozzato          | 17-06-1983        | Porto Alegre      | Brésil                           | Juin 2013      | SC Internacional       |
| 19                 | Mohamed Sarr              | 23-12-1983        | Dakar             | Sénégal                          | Juin 2010      | Milan AC               |
| 24                 | Thomas Phibel             | 31-05-1986        | Les Abymes        | Guadeloupe                       | Juin 2009      | Royal Excelsior Virton |
| 26                 | Frederico Burgel Xaviel   | 15-01-1986        | Novo Hamburgo     | Brésil                           | Juin 2008      | SC Internacional       |
| 29                 | Marco Ingrao              | 28-07-1982        | Agrigento         | Belgique                         | Juin 2008      | Lierse SK              |
| Milieux de terrain |                           |                   |                   |                                  |                |                        |
| 7                  | Grégory Dufer             | 19-12-1981        | Charleroi         | Belgique                         | Juin 2008      | FC Bruges              |
| 8                  | Steven Defour             | 15-04-1988        | Malines           | Belgique                         | Juin 2011      | RC Genk                |
| 11                 | Salim Toama               | 09-08-1979        | Lod               | Israël                           | Juin 2010      | Hapoël Tel-Aviv        |
| 22                 | Yanis Papassarantis       | 12-03-1988        | Charleroi         | Belgique                         | Juin 2008      | RSC Anderlecht         |
| 27                 | Marouane Fellaini         | 22-11-1987        | Bruxelles         | Belgique                         | Juin 2011      | Sporting de Charleroi  |
| 28                 | Axel Witsel               | 12-01-1989        | Liège             | Belgique                         | Juin 2012      | Formé au club          |
| 30                 | Siramana Dembélé          | 27-01-1977        | Paris             | France                           | Juin 2009      | Vitória Setubal        |
| 33                 | Vittorio Villano          | 02-02-1988        | Charleroi         | Belgique                         | Juin 2009      | Sporting de Charleroi  |
| Attaquants         |                           |                   |                   |                                  |                |                        |
| 9                  | Dieumerci Mbokani         | 22-11-1985        | Kinshasa          | République démocratique du Congo | Juin 2012      | RSC Anderlecht         |
| 10                 | Igor de Camargo           | 12-05-1983        | Porto Feliz       | Brésil                           | Juin 2010      | FCM Brussels           |
| 21                 | Edouard Kabamba Wenze     | 24-01-1987        | Kinshasa          | Belgique                         | Juin 2010      | Formé au club          |
| 23                 | Milan Jovanović           | 18-04-1981        | Čačak             | Serbie                           | Juin 2010      | MFK Lokomotiv          |

## Les résultats

### Amicaux
| Journée | Date       | Heure | Club visité                 | Club visiteur     | Score |
| ------- | ---------- | ----- | --------------------------- | ----------------- | ----- |
| 1       | 30/06/2007 | 19:00 | RCSJ Grivegnée              | Standard de Liège | 1 - 3 |
| 2       | 04/07/2007 | 19:00 | RFC Malmundaria             | Standard de Liège | 0 - 7 |
| 3       | 07/07/2007 | 19:00 | Royal Excelsior Virton      | Standard de Liège | 0 - 1 |
| 4       | 11/07/2007 | 19:00 | AFC Tubize                  | Standard de Liège | 1 - 1 |
| 5       | 14/07/2007 | 19:00 | Universitatea Craiova       | Standard de Liège | 2 - 0 |
| 6       | 18/07/2007 | 18:00 | Aix-la-Chapelle             | Standard de Liège | 1 - 1 |
| 7       | 21/07/2007 | 18:00 | Le Mans UC                  | Standard de Liège | 2 - 0 |
| 8       | 25/07/2007 | 20:00 | Standard de Liège           | Sporting Braga    | 1 - 2 |
| 9       | 29/07/2007 | 18:00 | FC Metz                     | Standard de Liège | 1 - 3 |
| 10      | 03/01/2008 | 16:00 | GD Tourizense               | Standard de Liège | 2 - 2 |
| 11      | 08/01/2008 | 20:00 | Associação Naval 1º de Maio | Standard de Liège | 1 - 0 |
| 12      | 06/02/2008 | 20:30 | Standard de Liège           | Belgique          | 0 - 2 |

### Coupe UEFA
| Journée                     | Date       | Heure | Club visité              | Club visiteur            | Score | Buts liégeois       |
| --------------------------- | ---------- | ----- | ------------------------ | ------------------------ | ----- | ------------------- |
| 2e tour préliminaire aller  | 16/08/2007 | 20:00 | UN Käerjeng              | Standard de Liège        | 0 - 3 | Mbokani, Witsel (2) |
| 2e tour préliminaire retour | 30/08/2007 | 20:00 | Standard de Liège        | UN Käerjeng              | 1 - 0 | de Camargo          |
| 1er tour aller              | 20/09/2007 | 18:00 | Zénith Saint-Pétersbourg | Standard de Liège        | 3 - 0 |                     |
| 1er tour retour             | 04/10/2007 | 20:00 | Standard de Liège        | Zénith Saint-Pétersbourg | 1 - 1 | Contofalsky (own)   |

### Championnat
| Journée | Date       | Heure | Club visité              | Club visiteur            | Score | Buts liégeois                                |
| ------- | ---------- | ----- | ------------------------ | ------------------------ | ----- | -------------------------------------------- |
| 1       | 05/08/2007 | 20:30 | SV Zulte Waregem         | Standard de Liège        | 1 - 4 | Fellaini, Onyewu, de Camargo, Witsel         |
| 2       | 11/08/2007 | 20:00 | Standard de Liège        | FCM Brussels             | 4 - 1 | Jovanovic (3), Fellaini                      |
| 3       | 19/08/2007 | 18:00 | Standard de Liège        | Cercle Bruges            | 4 - 1 | Mbokani (2), Fellaini, Witsel                |
| 4       | 25/08/2007 | 20:00 | KSV Roulers              | Standard de Liège        | 0 - 4 | Jovanovic (3), Mbokani                       |
| 5       | 02/09/2007 | 20:30 | Standard de Liège        | FC Bruges                | 2 - 1 | Jovanovic, Mbokani                           |
| 6       | 16/09/2007 | 18:00 | La Gantoise              | Standard de Liège        | 1 - 1 | de Camargo                                   |
| 7       | 24/09/2007 | 20:30 | Standard de Liège        | KVC Westerlo             | 2 - 1 | Toama (2)                                    |
| 8       | 29/09/2007 | 20:00 | Saint-Trond VV           | Standard de Liège        | 0 - 0 |                                              |
| 9       | 07/10/2007 | 18:00 | Standard de Liège        | Germinal Beerschot A.    | 3 - 1 | Fellaini, de Camargo, Witsel                 |
| 10      | 21/10/2007 | 18:00 | RAEC Mons                | Standard de Liège        | 1 - 1 | de Camargo                                   |
| 11      | 27/10/2007 | 20:00 | Standard de Liège        | FC Malines               | 2 - 2 | Defour, Mbokani                              |
| 12      | 02/11/2007 | 20:30 | Royal Excelsior Mouscron | Standard de Liège        | 0 - 0 |                                              |
| 13      | 10/11/2007 | 20:00 | Standard de Liège        | KSC Lokeren              | 1 - 0 | de Camargo                                   |
| 14      | 30/11/2007 | 20:30 | RSC Anderlecht           | Standard de Liège        | 0 - 0 |                                              |
| 15      | 07/12/2007 | 20:30 | Standard de Liège        | Sporting de Charleroi    | 5 - 1 | Witsel, de Camargo (2), Camozzato, Jovanovic |
| 16      | 15/12/2007 | 20:00 | FCV Dender EH            | Standard de Liège        | 0 - 0 |                                              |
| 17      | 23/12/2007 | 20:30 | Standard de Liège        | RC Genk                  | 3 - 1 | Dufer, Witsel, Jovanovic                     |
| 18      | 19/01/2008 | 20:00 | Standard de Liège        | SV Zulte Waregem         | 3 - 1 | Dante, Witsel, Mbokani                       |
| 19      | 27/01/2008 | 20:30 | FCM Brussels             | Standard de Liège        | 0 - 1 | Mbokani                                      |
| 20      | 03/02/2008 | 20:30 | Cercle Bruges            | Standard de Liège        | 0 - 0 |                                              |
| 21      | 09/02/2008 | 20:00 | Standard de Liège        | KSV Roulers              | 0 - 0 |                                              |
| 22      | 17/02/2008 | 13:00 | FC Bruges                | Standard de Liège        | 1 - 2 | Jovanovic (2)                                |
| 23      | 23/02/2008 | 20:00 | Standard de Liège        | La Gantoise              | 0 - 0 |                                              |
| 24      | 01/03/2008 | 20:00 | KVC Westerlo             | Standard de Liège        | 1 - 3 | Fellaini, Mbokani, Witsel                    |
| 25      | 07/03/2008 | 20:30 | Standard de Liège        | Saint-Trond VV           | 2 - 1 | Mbokani, de Camargo                          |
| 26      | 14/03/2008 | 20:30 | Germinal Beerschot A.    | Standard de Liège        | 1 - 2 | Jovanovic, Fellaini                          |
| 27      | 23/03/2008 | 20:30 | Standard de Liège        | RAEC Mons                | 2 - 0 | Mbokani, Goreux                              |
| 28      | 29/03/2008 | 20:00 | FC Malines               | Standard de Liège        | 0 - 1 | Jovanovic                                    |
| 29      | 06/04/2008 | 18:00 | Standard de Liège        | Royal Excelsior Mouscron | 1 - 0 | Onyewu                                       |
| 30      | 11/04/2008 | 20:30 | KSC Lokeren              | Standard de Liège        | 0 - 0 |                                              |
| 31      | 20/04/2008 | 20:30 | Standard de Liège        | RSC Anderlecht           | 2 - 0 | Mbokani (2)                                  |
| 32      | 27/04/2008 | 18:00 | Sporting de Charleroi    | Standard de Liège        | 2 - 1 | Jovanovic                                    |
| 33      | 03/05/2008 | 20:00 | Standard de Liège        | FCV Dender EH            | 3 - 0 | Mbokani (2), Jovanovic                       |
| 34      | 10/05/2008 | 20:00 | RC Genk                  | Standard de Liège        | 0 - 2 | Mbokani, Jovanovic                           |

### Coupe de Belgique
| Tour       | Date       | Heure | Club visité       | Club visiteur     | Score | Buts liégeois                       |
| ---------- | ---------- | ----- | ----------------- | ----------------- | ----- | ----------------------------------- |
| 1/16       | 24/11/2007 | 20:30 | Standard de Liège | KVSK United (D2)  | 3 - 0 | Mbokani, Dufer, Dante               |
| 1/8        | 14/01/2008 | 20:30 | Standard de Liège | RC Genk           | 2 - 0 | Jovanovic, Mbokani                  |
| 1/4 aller  | 30/01/2008 | 20:45 | Cercle Bruges     | Standard de Liège | 4 - 1 | Witsel                              |
| 1/4 retour | 27/02/2008 | 20:45 | Standard de Liège | Cercle Bruges     | 4 - 0 | Fellaini, Defour, Goreux, Jovanovic |
| 1/2 aller  | 18/03/2008 | 20:45 | Standard de Liège | La Gantoise       | 2 - 2 | de Camargo, Mbokani                 |
| 1/2 retour | 15/04/2008 | 20:45 | La Gantoise       | Standard de Liège | 4 - 0 |                                     |

## Statistiques de la saison
NB: Les joueurs sont cités en fonction de leur temps de jeu sur la saison
| Nom           | Nat. | Num. |     | Saison 2007-2008 | Saison 2007-2008 | Saison 2007-2008 | Saison 2007-2008 | Saison 2007-2008 | Saison 2007-2008 | Saison 2007-2008 | Saison 2007-2008 | Championnat | Championnat | Championnat | Championnat | Championnat | Championnat | Championnat  | Championnat | Coupe UEFA | Coupe UEFA  | Coupe UEFA | Coupe UEFA | Coupe UEFA | Coupe UEFA | Coupe UEFA   | Coupe UEFA | Coupe de Belgique | Coupe de Belgique | Coupe de Belgique | Coupe de Belgique | Coupe de Belgique | Coupe de Belgique | Coupe de Belgique | Coupe de Belgique |
| Nom           | Nat. | Num. | Min | J                | But inscrit      | T                | OUT              | IN               | Averti           | Carton rouge     | Min              | J           | But inscrit | T           | OUT         | IN          | Averti      | Carton rouge | Min         | J          | But inscrit | T          | OUT        | IN         | Averti     | Carton rouge | Min        | J                 | But inscrit       | T                 | OUT               | IN                | Averti            | Carton rouge      |                   |
| ------------- | ---- | ---- | --- | ---------------- | ---------------- | ---------------- | ---------------- | ---------------- | ---------------- | ---------------- | ---------------- | ----------- | ----------- | ----------- | ----------- | ----------- | ----------- | ------------ | ----------- | ---------- | ----------- | ---------- | ---------- | ---------- | ---------- | ------------ | ---------- | ----------------- | ----------------- | ----------------- | ----------------- | ----------------- | ----------------- | ----------------- | ----------------- |
| Dante         |      | 4    |     | 3825             | 43               | 2                | 43               | 1                | 0                | 7                | 0                | 2970        | 33          | 1           | 33          | 0           | 0           | 5            | 0           | 315        | 4           | 0          | 4          | 1          | 0          | 2            | 0          | 540               | 6                 | 1                 | 6                 | 0                 | 0                 | 0                 | 0                 |
| Witsel        |      | 28   |     | 3679             | 42               | 10               | 41               | 3                | 1                | 3                | 1                | 2948        | 33          | 7           | 33          | 2           | 0           | 3            | 1           | 262        | 3           | 2          | 3          | 1          | 0          | 0            | 0          | 469               | 6                 | 1                 | 5                 | 0                 | 1                 | 0                 | 0                 |
| Onyewu        |      | 5    |     | 3559             | 41               | 2                | 40               | 0                | 1                | 6                | 2                | 2970        | 33          | 2           | 33          | 0           | 0           | 4            | 0           | 175        | 3           | 0          | 2          | 0          | 1          | 1            | 1          | 414               | 5                 | 0                 | 5                 | 0                 | 0                 | 1                 | 1                 |
| Camozzato     |      | 17   |     | 3549             | 40               | 1                | 40               | 3                | 0                | 6                | 0                | 2834        | 32          | 1           | 32          | 2           | 0           | 4            | 0           | 265        | 3           | 0          | 3          | 1          | 0          | 1            | 0          | 450               | 5                 | 0                 | 5                 | 0                 | 0                 | 1                 | 0                 |
| Fellaini      |      | 27   |     | 3474             | 39               | 7                | 39               | 3                | 0                | 15               | 0                | 2789        | 31          | 6           | 31          | 1           | 0           | 10           | 0           | 270        | 3           | 0          | 3          | 0          | 0          | 3            | 0          | 415               | 5                 | 1                 | 5                 | 2                 | 0                 | 2                 | 0                 |
| Espinoza      |      | 1    |     | 2942             | 33               | 0                | 33               | 1                | 0                | 2                | 0                | 2222        | 25          | 0           | 25          | 1           | 0           | 2            | 0           | 180        | 2           | 0          | 2          | 0          | 0          | 0            | 0          | 540               | 6                 | 0                 | 6                 | 0                 | 0                 | 0                 | 0                 |
| Mbokani       |      | 9    |     | 2707             | 40               | 19               | 29               | 11               | 11               | 6                | 0                | 2203        | 32          | 15          | 24          | 10          | 8           | 4            | 0           | 214        | 3           | 1          | 2          | 1          | 1          | 0            | 0          | 290               | 5                 | 3                 | 3                 | 0                 | 2                 | 2                 | 0                 |
| Sarr          |      | 19   |     | 2637             | 31               | 0                | 31               | 4                | 0                | 6                | 1                | 2028        | 24          | 0           | 24          | 3           | 0           | 5            | 1           | 360        | 4           | 0          | 4          | 0          | 0          | 1            | 0          | 249               | 3                 | 0                 | 3                 | 1                 | 0                 | 0                 | 0                 |
| Jovanovic     |      | 23   |     | 2575             | 36               | 18               | 30               | 19               | 6                | 2                | 0                | 2377        | 31          | 16          | 28          | 17          | 3           | 2            | 0           | 5          | 1           | 0          | 0          | 0          | 1          | 0            | 0          | 193               | 4                 | 2                 | 2                 | 2                 | 2                 | 0                 | 0                 |
| Defour        |      | 8    |     | 2494             | 30               | 2                | 30               | 14               | 0                | 8                | 0                | 2026        | 24          | 1           | 24          | 10          | 0           | 5            | 0           | 242        | 3           | 0          | 3          | 1          | 0          | 2            | 0          | 226               | 3                 | 1                 | 3                 | 3                 | 0                 | 1                 | 0                 |
| de Camargo    |      | 10   |     | 2455             | 40               | 10               | 27               | 11               | 13               | 3                | 0                | 1781        | 32          | 8           | 19          | 7           | 13          | 2            | 0           | 329        | 4           | 1          | 4          | 2          | 0          | 0            | 0          | 345               | 4                 | 1                 | 4                 | 2                 | 0                 | 1                 | 0                 |
| Dufer         |      | 7    | *   | 1760             | 28               | 2                | 21               | 12               | 7                | 0                | 0                | 1333        | 22          | 1           | 16          | 10          | 6           | 0            | 0           | 8          | 1           | 0          | 0          | 0          | 1          | 0            | 0          | 419               | 5                 | 1                 | 5                 | 2                 | 0                 | 0                 | 0                 |
| Toama         |      | 11   |     | 1566             | 26               | 2                | 19               | 13               | 7                | 5                | 0                | 1193        | 21          | 2           | 14          | 10          | 7           | 4            | 0           | 238        | 3           | 0          | 3          | 2          | 0          | 1            | 0          | 135               | 2                 | 0                 | 2                 | 1                 | 0                 | 0                 | 0                 |
| Mulemo        |      | 14   |     | 1482             | 25               | 0                | 14               | 4                | 11               | 4                | 0                | 980         | 18          | 0           | 9           | 2           | 9           | 3            | 0           | 101        | 2           | 0          | 1          | 1          | 1          | 0            | 0          | 401               | 5                 | 0                 | 4                 | 1                 | 1                 | 1                 | 0                 |
| Dembélé       |      | 30   |     | 1031             | 25               | 0                | 10               | 1                | 15               | 1                | 0                | 534         | 17          | 0           | 5           | 1           | 12          | 0            | 0           | 199        | 3           | 0          | 2          | 0          | 1          | 0            | 0          | 298               | 5                 | 0                 | 3                 | 0                 | 2                 | 1                 | 0                 |
| Goreux        |      | 2    |     | 879              | 15               | 2                | 10               | 5                | 5                | 3                | 0                | 755         | 11          | 1           | 9           | 4           | 2           | 3            | 0           | 0          | 0           | 0          | 0          | 0          | 0          | 0            | 0          | 124               | 4                 | 1                 | 1                 | 1                 | 3                 | 0                 | 0                 |
| Renard        |      | 16   | **  | 810              | 9                | 0                | 9                | 0                | 0                | 0                | 0                | 630         | 7           | 0           | 7           | 0           | 0           | 0            | 0           | 180        | 2           | 0          | 2          | 0          | 0          | 0            | 0          | 0                 | 0                 | 0                 | 0                 | 0                 | 0                 | 0                 | 0                 |
| Fred          |      | 26   |     | 700              | 11               | 0                | 7                | 2                | 4                | 0                | 0                | 475         | 8           | 0           | 4           | 1           | 4           | 0            | 0           | 45         | 1           | 0          | 1          | 1          | 0          | 0            | 0          | 180               | 2                 | 0                 | 2                 | 0                 | 0                 | 0                 | 0                 |
| Ingrao        |      | 29   | *   | 378              | 11               | 0                | 3                | 1                | 8                | 0                | 0                | 266         | 8           | 0           | 2           | 1           | 6           | 0            | 0           | 0          | 0           | 0          | 0          | 0          | 0          | 0            | 0          | 112               | 3                 | 0                 | 1                 | 0                 | 2                 | 0                 | 0                 |
| Dupré         |      | 6    | **  | 230              | 5                | 0                | 2                | 0                | 3                | 0                | 0                | 50          | 3           | 0           | 0           | 0           | 3           | 0            | 0           | 180        | 2           | 0          | 2          | 0          | 0          | 0            | 0          | 0                 | 0                 | 0                 | 0                 | 0                 | 0                 | 0                 | 0                 |
| De Vriendt    |      | 18   |     | 208              | 3                | 0                | 2                | 0                | 1                | 0                | 0                | 208         | 3           | 0           | 2           | 0           | 1           | 0            | 0           | 0          | 0           | 0          | 0          | 0          | 0          | 0            | 0          | 0                 | 0                 | 0                 | 0                 | 0                 | 0                 | 0                 | 0                 |
| Lukunku       |      | 25   | **  | 167              | 9                | 0                | 1                | 0                | 8                | 0                | 0                | 35          | 5           | 0           | 0           | 0           | 5           | 0            | 0           | 132        | 4           | 0          | 1          | 0          | 3          | 0            | 0          | 0                 | 0                 | 0                 | 0                 | 0                 | 0                 | 0                 | 0                 |
| Villano       |      | 33   |     | 129              | 4                | 0                | 1                | 0                | 3                | 0                | 0                | 1           | 1           | 0           | 0           | 0           | 1           | 0            | 0           | 28         | 1           | 0          | 0          | 0          | 1          | 0            | 0          | 100               | 2                 | 0                 | 1                 | 0                 | 1                 | 0                 | 0                 |
| Papassarantis |      | 22   |     | 93               | 2                | 0                | 1                | 0                | 1                | 0                | 0                | 3           | 1           | 0           | 0           | 0           | 1           | 0            | 0           | 90         | 1           | 0          | 1          | 0          | 0          | 0            | 0          | 0                 | 0                 | 0                 | 0                 | 0                 | 0                 | 0                 | 0                 |
| Walasiak      |      | 15   | **  | 90               | 1                | 0                | 1                | 0                | 0                | 0                | 0                | 0           | 0           | 0           | 0           | 0           | 0           | 0            | 0           | 90         | 1           | 0          | 1          | 0          | 0          | 0            | 0          | 0                 | 0                 | 0                 | 0                 | 0                 | 0                 | 0                 | 0                 |
| Phibel        |      | 24   |     | 5                | 2                | 0                | 0                | 0                | 2                | 0                | 0                | 1           | 1           | 0           | 0           | 0           | 1           | 0            | 0           | 0          | 0           | 0          | 0          | 0          | 0          | 0            | 0          | 4                 | 1                 | 0                 | 0                 | 0                 | 1                 | 0                 | 0                 |
| Dachelet      |      | 36   |     | 2                | 1                | 0                | 0                | 0                | 1                | 0                | 0                | 0           | 0           | 0           | 0           | 0           | 0           | 0            | 0           | 2          | 1           | 0          | 0          | 0          | 1          | 0            | 0          | 0                 | 0                 | 0                 | 0                 | 0                 | 0                 | 0                 | 0                 |
| Kabamba       |      | 21   |     | 0                | 0                | 0                | 0                | 0                | 0                | 0                | 0                | 0           | 0           | 0           | 0           | 0           | 0           | 0            | 0           | 0          | 0           | 0          | 0          | 0          | 0          | 0            | 0          | 0                 | 0                 | 0                 | 0                 | 0                 | 0                 | 0                 | 0                 |
| Soubry        |      | 16   |     | 0                | 0                | 0                | 0                | 0                | 0                | 0                | 0                | 0           | 0           | 0           | 0           | 0           | 0           | 0            | 0           | 0          | 0           | 0          | 0          | 0          | 0          | 0            | 0          | 0                 | 0                 | 0                 | 0                 | 0                 | 0                 | 0                 | 0                 |

- (*)   Joueur arrivé en cours de saison
- (**)  Joueur parti en cours de saison
- (Min) Temps de jeu
- (J)   Nombre de matchs auxquels le joueur a participé
- (T)   Nombre de matchs où le joueur fut titulaire
- (OUT) Nombre de matchs où le joueur fut remplacé
- (IN)  Nombre de matchs où le joueur fut remplaçant